# Българско благотворително дружество „Св. св. Кирил и Методий“
Българското благотворително дружество „Св. св. Кирил и Методий“ в Кайро оказва материална и морална подкрепа на българите в Египет.
Благотворителното дружество е основано през 1934 г. и съществува до 1936 г. За почетен член е избран Михаил Доростолски и Червенски.
Архивът му се съхранява във фонд 450К в Централен държавен архив. Състои се от 6 архивни единици от периода 1934 – 1939 г.